# Scooter Ward
Scooter Ward (nacido Ronald Ward, Jr. el 7 de mayo de 1970) es un músico estadounidense miembro fundador y vocalista de la banda de post-grunge Cold.

## Biografía

### Primeros años
En 1986, Ward formaron la banda Grundig junto con varios otros estudiantes; Sam McCandless, Jeremy Marshall y Matt Loughran en el Fletcher High School en Neptune Beach, Florida. La banda tocó su primer concierto en 1990 en un club llamado el Spray.En 1992, la banda lanzó un EP llamado canción 8 "en todo" y se mudó a Atlanta, Georgia. Tres años y medio después, en 1995, Grundig se rompió y la sala se mudó a Jacksonville, donde, McCandless, Kelly Hayes, y Pat Lally formaron la banda Devil. Devil sólo iba a durar unos 3 meses.Al final de ese período de tres meses Grundig reformado bajo el nombre de Cold y firmó un contrato discográfico 6 álbum con A&M Records.Ward, se quedaría en frío hasta febrero de 2006 cuando, después de varios cambios de line-up y las batallas con las discográficas, la banda decidió separarse. Scooter Ward y McCandless rápidamente comenzó a trabajar en su nuevo proyecto "The witch", que McCandless ha abandonado. El álbum debut fue lanzado en julio de 2009. A principios de 2009, reformada en Cold para una gira de reunión. Han terminado de grabar un nuevo álbum llamado SuperFiction que fue lanzado el 19 de julio de 2011.

## Álbumes de estudio
| Año                                    | Detalles del Álbum                                                                                     | Posiciones peak | Posiciones peak | Posiciones peak | Certificación de la RIAA |
| Año                                    | Detalles del Álbum                                                                                     | US              | Heat            | UK              | Certificación de la RIAA |
| -------------------------------------- | --- | --------------- | --------------- | --------------- | ------------------------ |
| 1998                                   | Cold - Lanzamiento: 2 de junio de 1998 - Discográfica: A&M, Flip Records                               | —               | —               | 146             | —                        |
| 2000                                   | 13 Ways to Bleed on Stage - Lanzamiento: 12 de septiembre de 2000 - Discográfica: Geffen, Flip Records | 98              | 1               | 85              | Oro                      |
| 2003                                   | Year of the Spider - Lanzamiento: 13 de mayo de 2003 - Discográfica: Geffen, Flip Records              | 3               | —               | 144             | Oro                      |
| 2005                                   | A Different Kind of Pain - Lanzamiento: 30 de agosto de 2005 - Discográfica: Lava                      | 26              | —               | —               | —                        |
| 2010                                   | SuperFiction - Programado para lanzamiento: 19 de julio de 2011 - Discográfica: SonicStar              | —               | —               | —               | —                        |
| "—" denota que no entró en los charts. | |                 |                 |                 |                          |